# Deutsches Sportforum

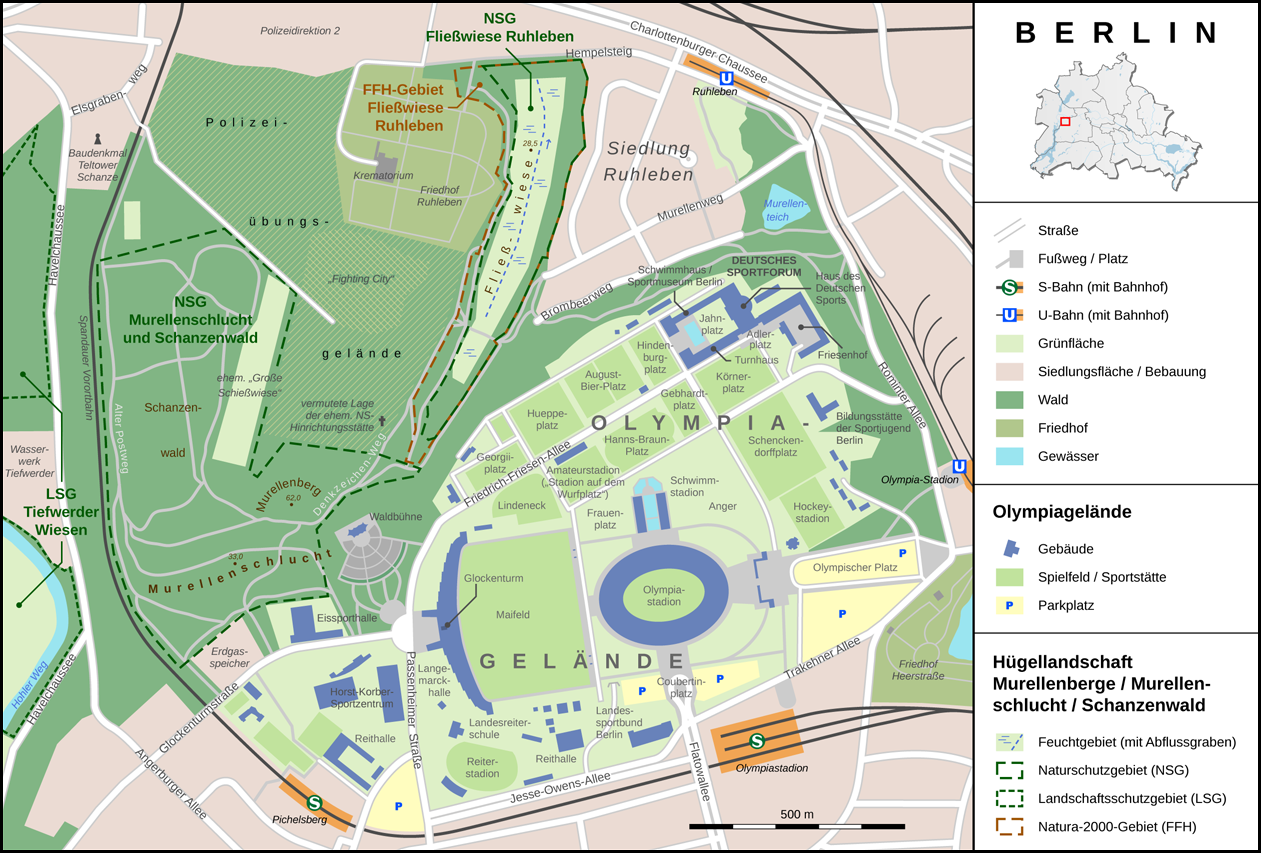
Plan du parc olympique de Berlin

Le Deutsches Sport forum (Forum allemand du sport) est un ensemble de bâtiments faisant partie du parc olympique de Berlin dans le quartier de Berlin-Westend.

## Architecture

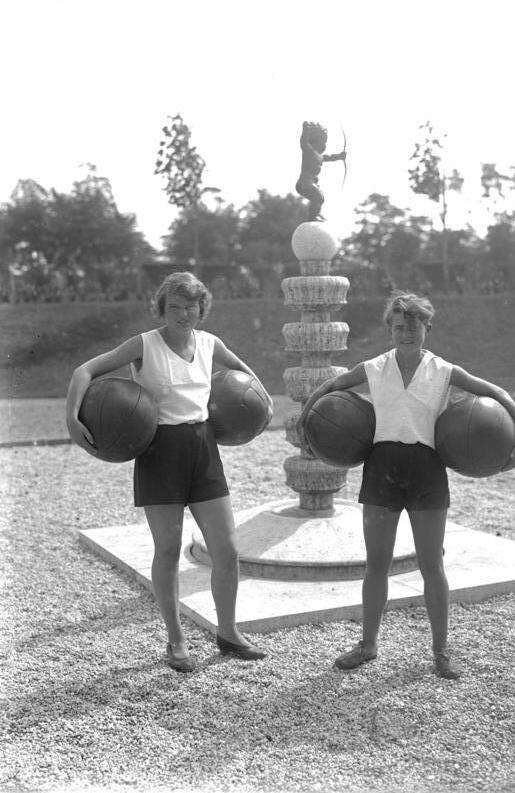
Sportives devant le Cupidon signée Hugo Lederer.

Autour d'une piscine et d'une grande cour s'étirent des bâtiments massifs symétriques aux lignes épurées : la piscine et la Maison des nageurs au nord, le gymnase et la Maison des gymnastes au sud. Les deux ensembles constituent la « maison allemande des sport »", connue pour sa salle en forme de coupole. Le Deutsche Sportforum se situe au sud-est du parc, le complexe (Maison des gymnastes allemands, Kursistenflügel, Friesenhaus et Studentenflügel), relié par une passerelle, est baptisé au nom de Friesenhofes en hommage à Friedrich Friesen.
À l'extérieur se trouvent des terrains : Hindenburgplatz, August-Bier-Platz, Hueppeplatz à l'ouest, Gebhardtplatz (en hommage à Willibald Gebhardt (de)), Hanns-Braun-Platz, Wurfplatz au sud, Körnerplatz, Schenckendorffplatz à l'est. Au centre, il y a un bâtiment, l'Annaheim, nommé en l'honneur de la femme de Gustav Böß, le maire de Berlin, qui a 27 chambres pour 50 élèves et deux enseignants. Aujourd'hui, il abrite l'administration du Parc olympique. Devant se trouve une fontaine avec une statue de Cupidon signée Hugo Lederer qui n'existe plus.
Près de l'Annaheim se trouve le Tanzring, un petit amphithéâtre. En 1937-1938, lors de la construction de sa résidence, l'administrateur Hans von Tschammer und Osten loge dedans ; aujourd'hui, il est loué pour des petits événements.

## Histoire

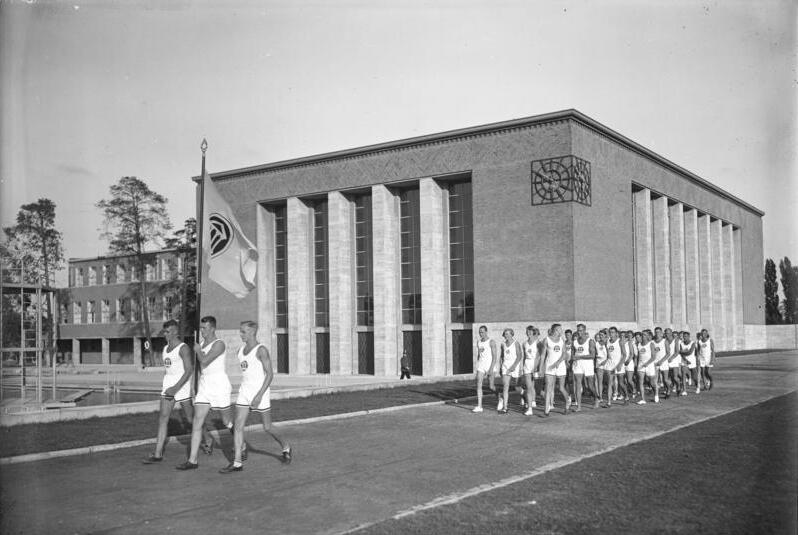
Le Deutsches Sportforum accueillant la Haute École d'éducation physique, la Maison de gymnases et le grand gymnase en arrière-plan (1931)

Le 15 mai 1920, l'université Friedrich-Wilhelms (aujourd'hui université Humboldt de Berlin) fonde la Haute École d'éducation physique, d'après une demande formulée par Carl Diem en 1919. Elle comprenait le Deutsches Stadion puis en 1921 au nord s'élèvent des bâtiments provisoires.
En 1925, un terrain est cédé pour des constructions durables. Le concours d'architecture est remporté par les frères Werner et Walter March (de), les deux fils d'Otto March (de), l'architecte du Deutsches Stadion. Werner March construira ensuite le Stade olympique de Berlin.

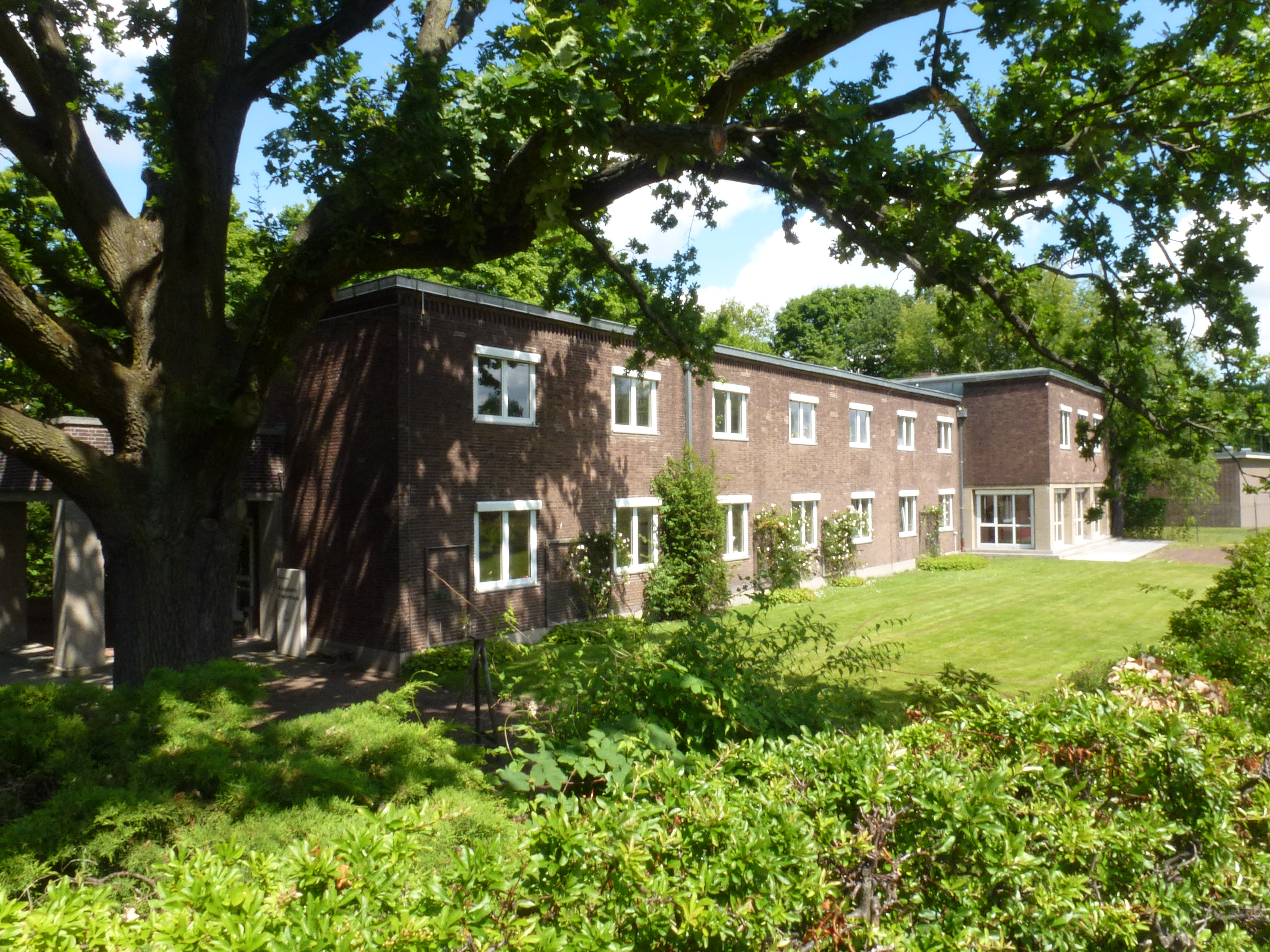
Maison des femmes

Pour des raisons financières, la construction est ralentie dès 1927 et arrêtée en 1929 avec la Grande Dépression. Seuls la piscine, le grand gymnase, une aile de la maison des gymnastes et l'école de gymnastique sont achevés. Le reste est bâti entre 1933 et 1936 en vue des Jeux olympiques d'été de 1936 en même temps que le Stade olympique et les chambres pour les athlètes féminins (les hommes logent au village olympique). Durant les jeux, la salle en coupole du Deutsche Sportforum accueille les compétitions d'escrime.
Après, jusqu'en 1944, elle abrite la production d'émissions de télévision (Fernsehsender Paul Nipkow (en)). Elle déménage ensuite place Theodor-Heuss après un bombardement rendant le bâtiment inutilisable.
Les nombreux bombardements détruisent le Deutsches Sportforum. Après la défaite allemande en 1945, le site olympique a été réquisitionné par l'administration militaire britannique qui en fait un espace pour les sports et les loisirs des militaires britanniques. En 1952, elle s'installe Fehrbelliner Platz (de). Elle libère le site le 30 septembre 1994.

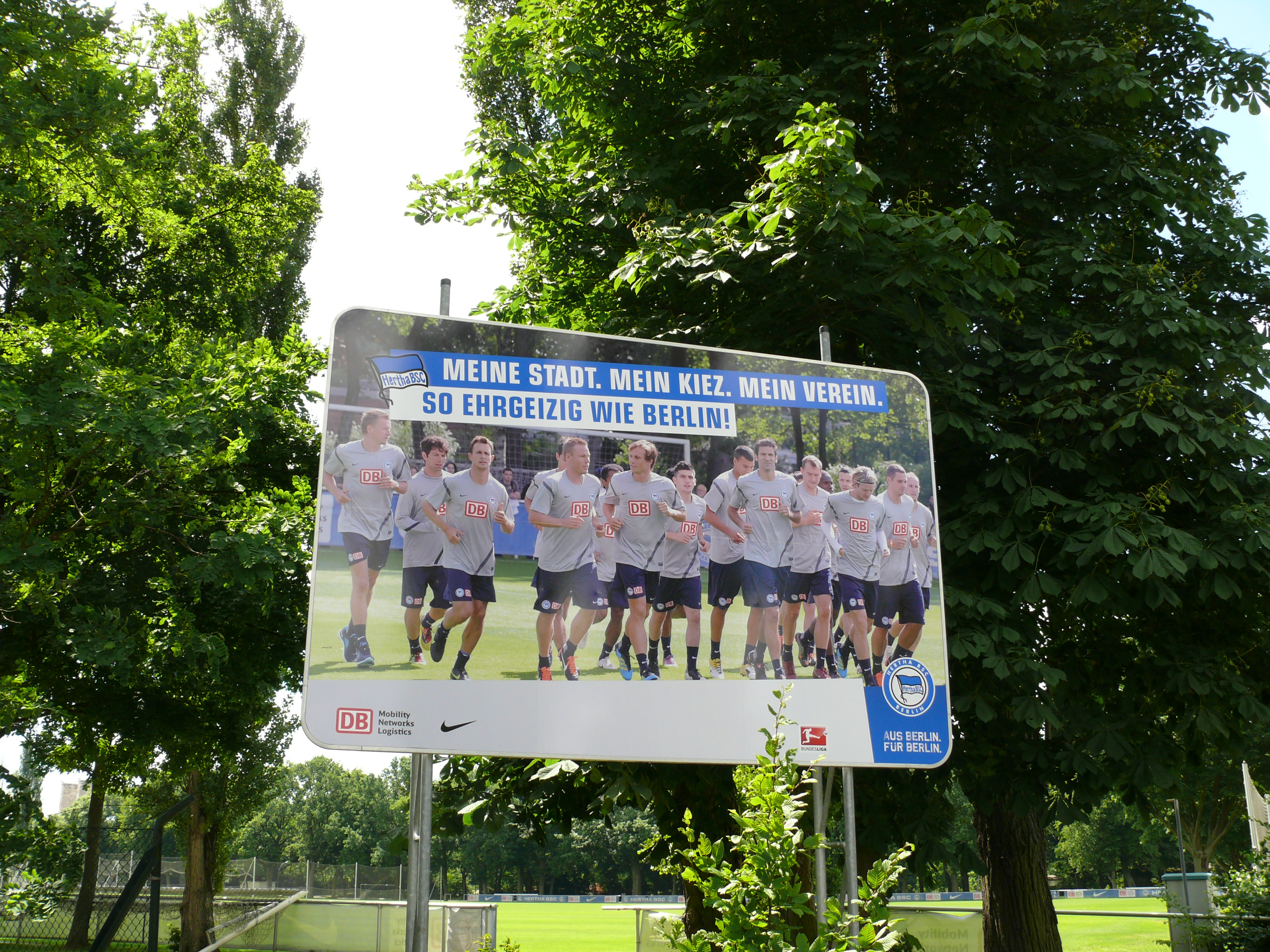
Panneau d'accueil du Hertha BSC Berlin

Aujourd'hui, les piscines (intérieures et extérieures) accueillent le Wasserfreunde Spandau 04. La Maison des nageurs abrite un musée du sport. Le Hertha BSC Berlin s'entraîne sur certains terrains. La Körnerplatz voit se jouer la finale des clubs de la Deutscher Cricket Bund (de). Le site sert aussi à d'autres sports et est serpenté par des chemins touristiques et sportifs.

## Source, notes et références
- (de) Cet article est partiellement ou en totalité issu de l’article de Wikipédia en allemand intitulé « Deutsches Sportforum » (voir la liste des auteurs).